# Мозолевская, Екатерина Григорьевна

Екатерина Григорьевна Мозолевская (8 ноября 1930 — 5 мая 2018) — российский энтомолог, колеоптерлог, доктор биологических наук, профессор, заслуженный деятель науки Российской Федерации.

## Биография
Родилась 8 ноября 1930 года в Москве. Она была младшей (третьей) дочерью видного общественного деятеля, уроженки с.Малый Менеуз (чув. Мелеспуç, баш. Кесе Мәнәүез) нынешнего Бижбулякского района Башкортостана Нухрат (Матвеевой) Антонины Ивановны (14.03.1900 - 10.05.1983 гг.). Отец — Григорий Аронштам, партийный и государственный деятель, расстрелянный по ложному обвинению в участии в контрреволюционной террористической организации.
В 1954 году окончила Московский лесотехнический институт по специальности «Лесное хозяйство». Ученица профессора А. И. Воронцова. С 1954 по 1956 преподавала в Андреевской лесной школе (Владимирская область), а с 1956 по 1957 была преподавателем Профтехшколы декоративного садоводства в Москве. С 1958 года работала на кафедре Экологии и защиты леса Московского лесотехнического института (МГУЛ), на должностях ассистента, старшего преподавателя и доцента. 
В 1965 году защитила кандидатскую диссертацию по теме «Вредные насекомые лесов заповедников средней полосы Европейской части РСФСР и меры борьбы с ними». В 1984 году состоялась защита докторской диссертации на тему «Экология популяций сосновых лубоедов и стратегия управления численностью». В 1984 году подучила учёное звание профессора. С 1988 по 2004 год заведовала кафедрой.
Умерла 5 мая 2018 года.

## Публикации
Автор более 300 учебных, научных и научно-методическх работ, в том числе учебников и учебных пособий: 
- Мозолевская Е. Г., Соколова Э. С., Трофимов В. Н. Лесозащита и охрана леса: учебник. — М.: Лесная промышленность =1980. — 125 с.
- Мозолевская Е. Г., Соколова Э. С., Воронцова Н. А. Практикум по лесозащите: Учебное пособие для вузов. — М.: Агропромиздат, 1988. — 109 с.
- Мозолевская Е. Г., Белова Н. К., Лебедева Г. С. Практикум по лесной энтимологии : Учеб. пособие для вузов. — М.: Экология, 1991. — 255 с.
- Мозолевская Е. Г., Катаев О. А., Соколова Э. С. Методы лесопатологического обследования очагов стволовых вредителей и болезней леса. — М.: Лесная промышленность, 1984. — 152 с.
- Катаев О. А., Мозолевская Е. Г. Экология стволовых вредителей : (Очаги, их развитие, обоснование мер борьбы). Учеб. пособие]. — Л.: ЛТА, 1981. — 87 с.
- Воронцов А. И., Мозолевская Е. Г., Соколова Э. С. Технология защиты леса : Учебник для вузов. — М.: Экология, 1991. — 303 с.
- Соколова Э. С., Мозолевская Е. Г., Галасьева Т. В. Инфекционные болезни деревьев и кустарников в насаждениях Москвы : монография. — М.: Изд-во Московского гос. ун-та леса (МГУЛ), 2009. — 130 с.

## Таксоны, названные в честь Мозолевской
В честь Е. Г. Мозолевской названы два вида короедов: Scolytus mozolevskae Petrov &  
Mandelshtam 2010 и Xylechinus mozolevskae Petrov & Perkovsky, 2008.